# Edme Mariotte
Edme Mariotte (ur. 1620 w Dijon, zm. 12 maja 1684 w Paryżu) – francuski duchowny i naukowiec: chemik, fizyk i botanik.
Założyciel i jeden z pierwszych członków Francuskiej Akademii Nauk. Prowadził badania właściwości gazów i cieczy. W 1676 r. niezależnie od Roberta Boyle’a sformułował prawo przemiany izotermicznej gazu doskonałego, nazwane później na cześć odkrywców prawem Boyle’a-Mariotte’a. Był także autorem prac z zakresu optyki – w 1666 r. wykrył istnienie ślepej plamki w oku. Zapoczątkował też regularne pomiary meteorologiczne.